# MBN GmbH
Die MBN GmbH ist ein 1969 gegründetes inhabergeführtes, mittelständisches Bauunternehmen mit Stammsitz in Georgsmarienhütte im Landkreis Osnabrück (Niedersachsen).

## Standorte
Neben der Hauptverwaltung in Georgsmarienhütte hat das Unternehmen Niederlassungen in Berlin, Hamburg, Hannover, Köln, Leinefelde und Frankfurt am Main und seit Anfang 2021 eine weitere in Münster mit der Abteilung „Planung Holzbau“. 2017 wurde die MBN Bau GmbH mit Standorten in Köln, Düsseldorf, Essen und Bonn als 100-prozentige Tochter der MBN GmbH gegründet. Zum Unternehmen gehört die Rheiner Stahlbau GmbH in Rheine.

## Geschichte
1969 gründete Wolfgang Stumpe das Unternehmen. Es wurde unter dem Namen MBN Montage-Bau GmbH & Co. KG ins Handelsregister eingetragen.
1972, drei Jahre nach der Gründung, kaufte MBN das Gelände für die Hauptverwaltung in Georgsmarienhütte. 1973 begann Ulrich Hagemann bei MBN und brachte Kunden mit, die sich als essenziell für die Entwicklung des Unternehmens erwiesen.
1981 wurde MBN in MBN Montage-Bau GmbH umfirmiert. Beim ersten Auslandseinsatz stellte sie im selben Jahr das Gebäude der deutschen Botschaft in Kairo fertig. 1982 übernahm MBN die Rheiner Stahlbau als 100-prozentige Tochtergesellschaft.
Die erste Ausgabe der Firmenzeitung Bauwerk+Wir erschien am 1. August 1991. Sie hat eine hauseigene Redaktion und wird zweimal im Jahr veröffentlicht. Am 15. Juli 1996 wurde das Unternehmen zur MBN Bau Aktiengesellschaft umfirmiert. 1997 erhielt MBN die Zertifizierung für das Qualitätsmanagementsystem nach DIN EN 9001.
Die Einweihung der Grünen Zitadelle in Magdeburg, einem der letzten Entwürfe von Friedensreich Hundertwasser, am 3. Oktober 2005, dem Tag der Deutschen Einheit, fand gleichzeitig mit der 1.200-Jahr-Feier der Stadt Magdeburg statt.
2010 stand die erste SCC-Zertifizierung an. SCC steht für Sicherheits-Certifikats-Contraktoren. Diese Contraktoren sind die Fremd- und Nachunternehmen auf Baustellen der Petrochemie oder Energieerzeuger.
2016 wurde der Erweiterungsbau der Hauptverwaltung in Georgsmarienhütte fertiggestellt. Er hat eine Größe von 3.000 m² mit Büro-Kapazitäten für 100 Personen. Im Jahr 2017 wurde eine partnerschaftliche Kooperation mit der Rohling Planung GmbH eingegangen. Am 13. September 2019 feierte das Unternehmen sein 50-jährige Bestehen.
Mit der Umwandlung der MBN Bau Aktiengesellschaft zur MBN GmbH 2020 wurden alle Gesellschafter wieder operativ im Unternehmen tätig. Dadurch kehrte MBN zu den Ursprüngen als inhabergeführtes Mittelstandsunternehmen zurück.
Einen weiteren Schritt in Richtung nachhaltiges Bauen unternahm MBN 2022 mit der Bildung des Bereichs Modulbau und dem Aufbau einer Produktionsstätte in Bohmte. Dort werden Holzmodule wetterunabhängig gefertigt und bei eigenen Projekten eingesetzt.

## Leistungsspektrum
Zum Kerngeschäft der MBN GmbH gehören folgende Tätigkeitsfelder:
- Schlüsselfertiges Bauen
- Projektentwicklung
- Partnerkonzept
- Bauen im Bestand
- Facility Management
- Hoch- und Ingenieurbau
- Systembau
- Stahlbau
- Holzmodulbau
- Metall- und Fassadenbau

## Bekannte Bauprojekte
- Die Grüne Zitadelle von Magdeburg
- K in Lautern in Kaiserslautern[14]
- ALDI Nord Campus in Essen
- Dolgensee-Center in Berlin
- Volkswagen Produktionshalle in Września, Polen[15]
- AMERON Hotel Speicherstadt in Hamburg
- Umbau Zeughaus in Berlin
- Sanierung Bodemuseum in Berlin
- Erweiterung und Umbau Europa-Galerie in Saarbrücken
- Neubau Shopping-Center MyZeil in Frankfurt

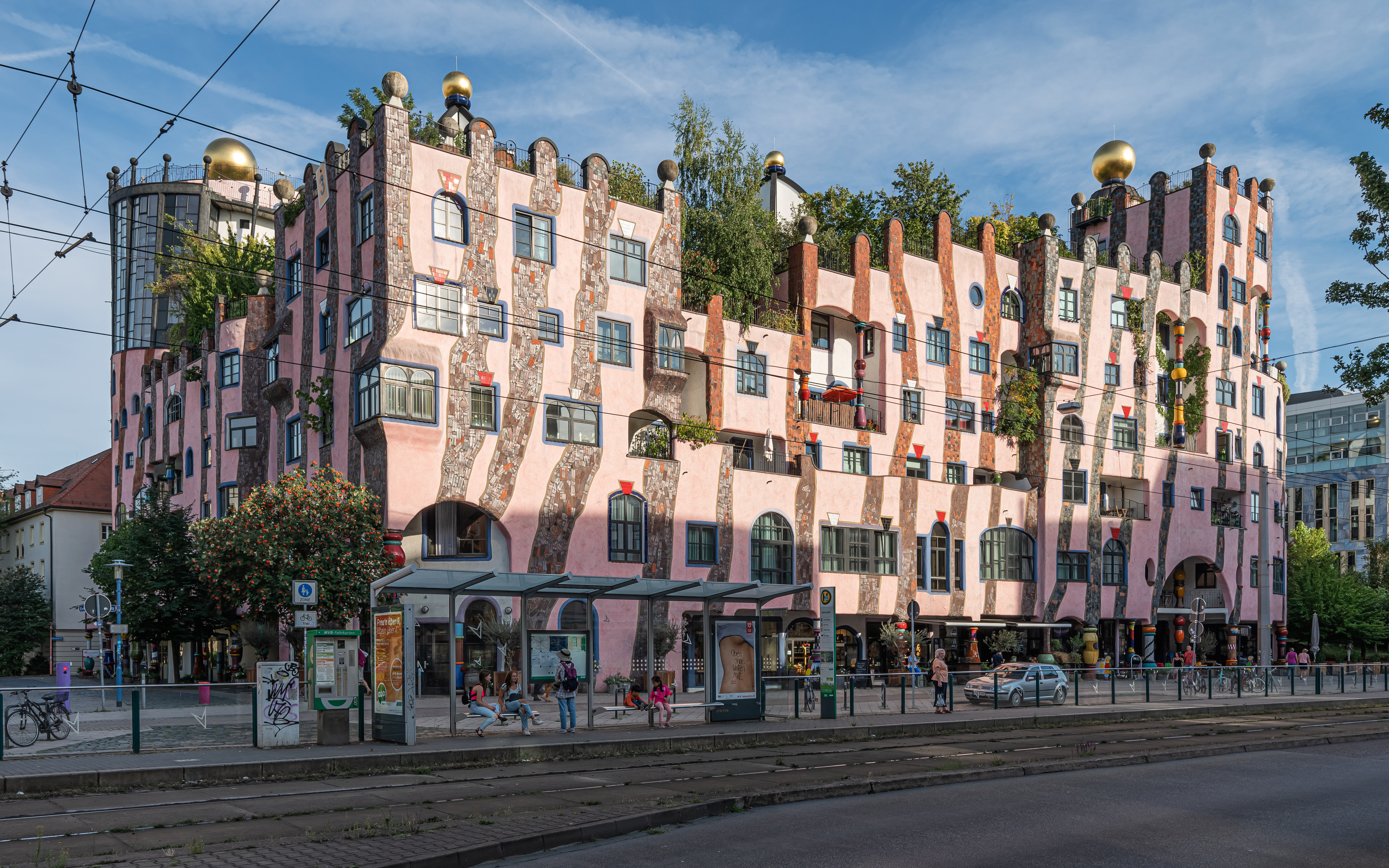
Grüne Zitadelle von Magdeburg
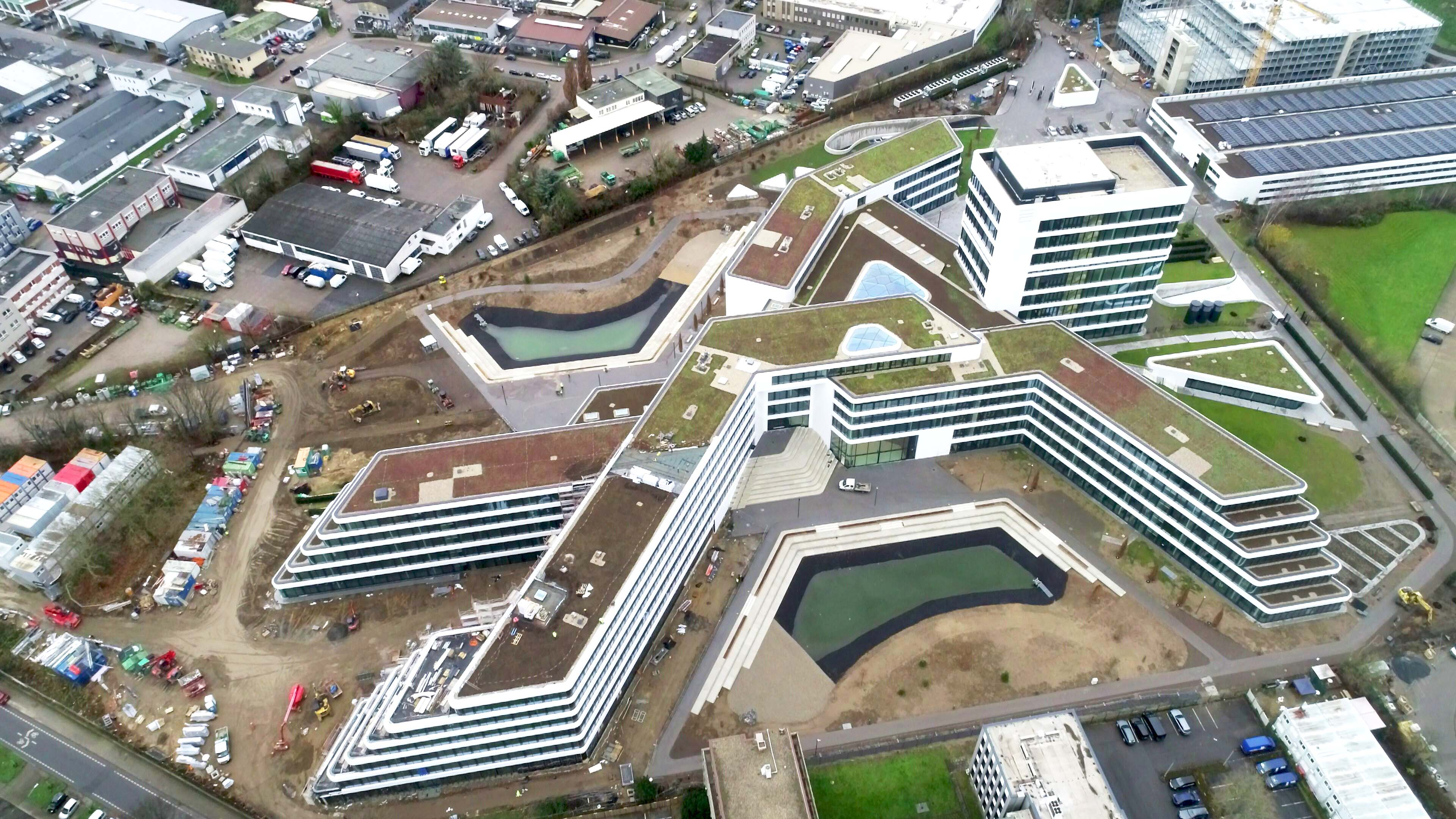
ALDI Nord Campus in Essen
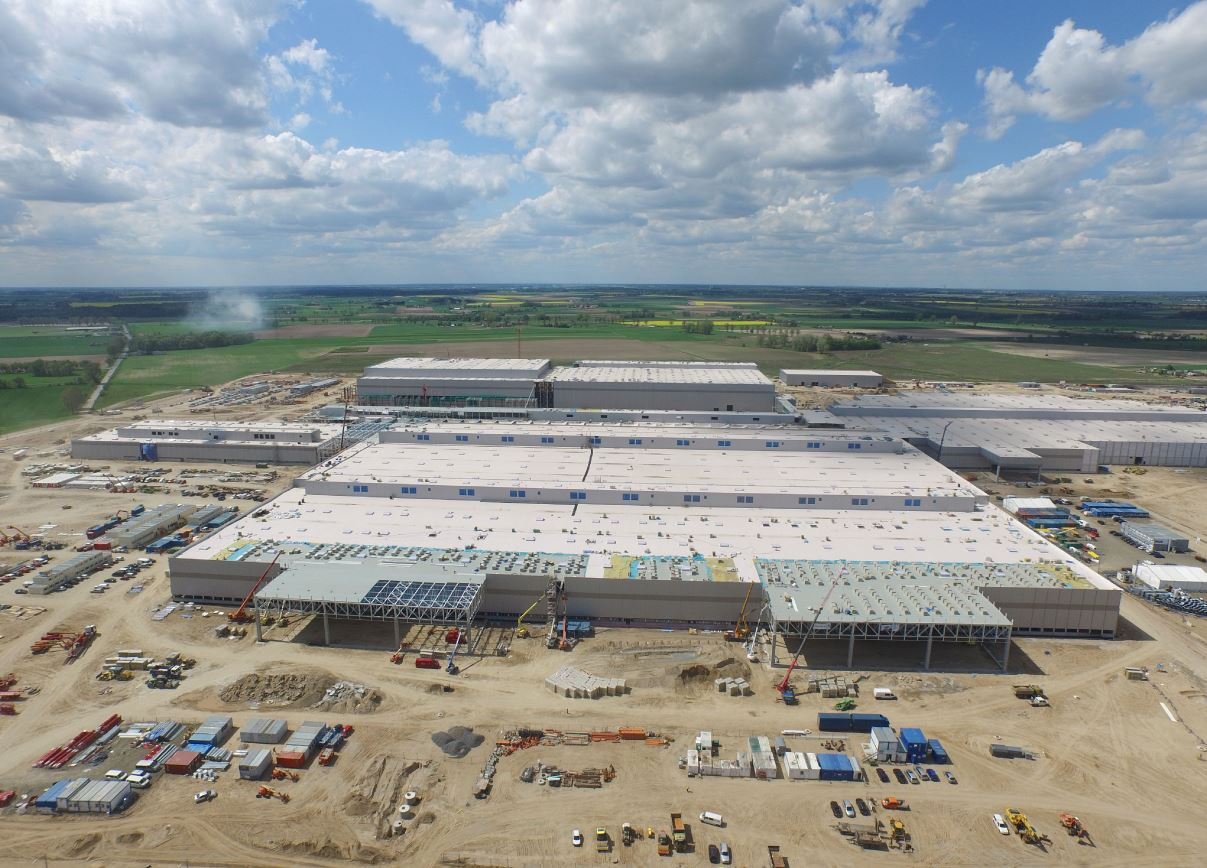
Volkswagen Produktionshalle in Września
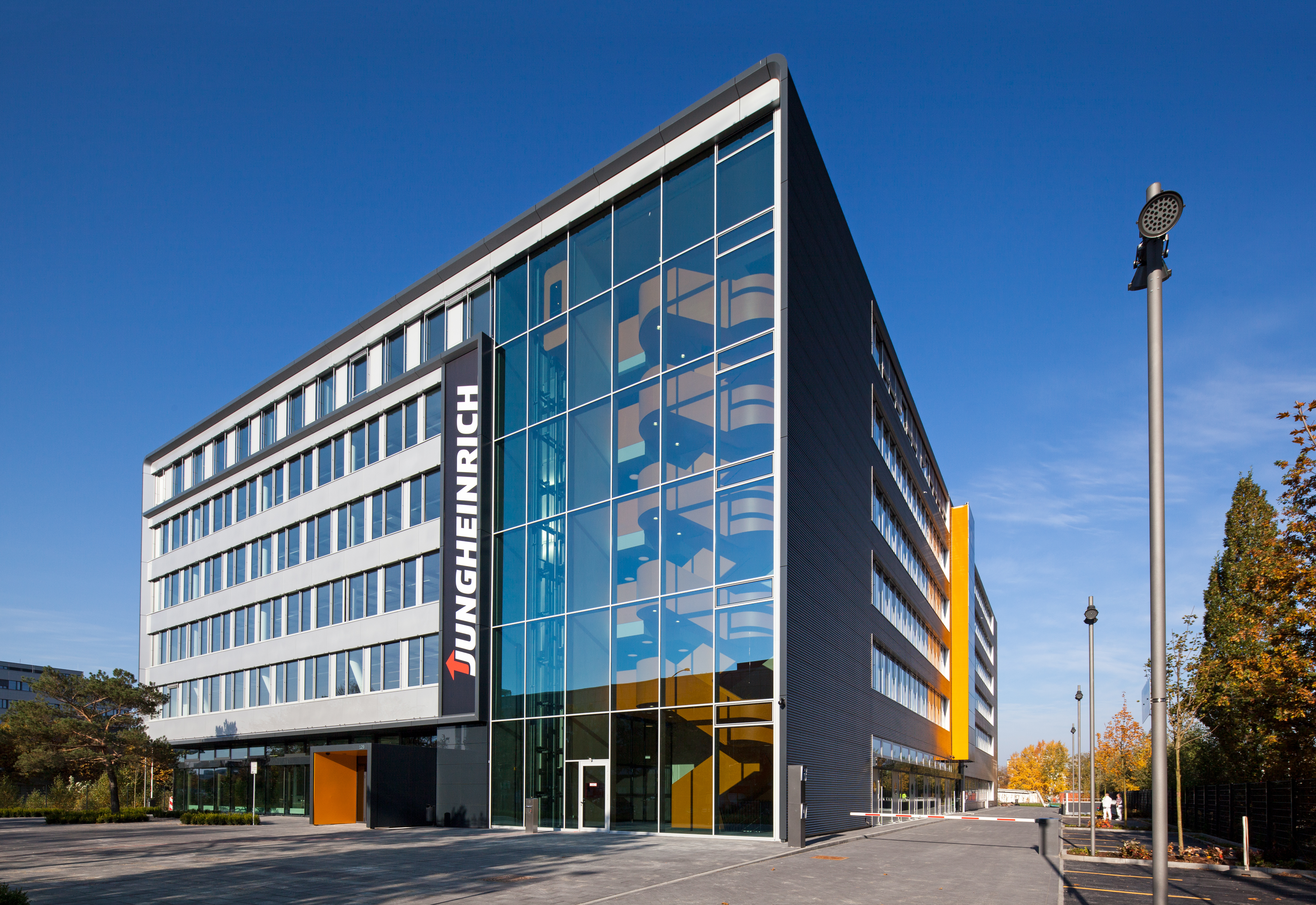
Neubau Konzernzentrale Jungheinrich AG in Hamburg
Shopping-Center MyZeil in Frankfurt
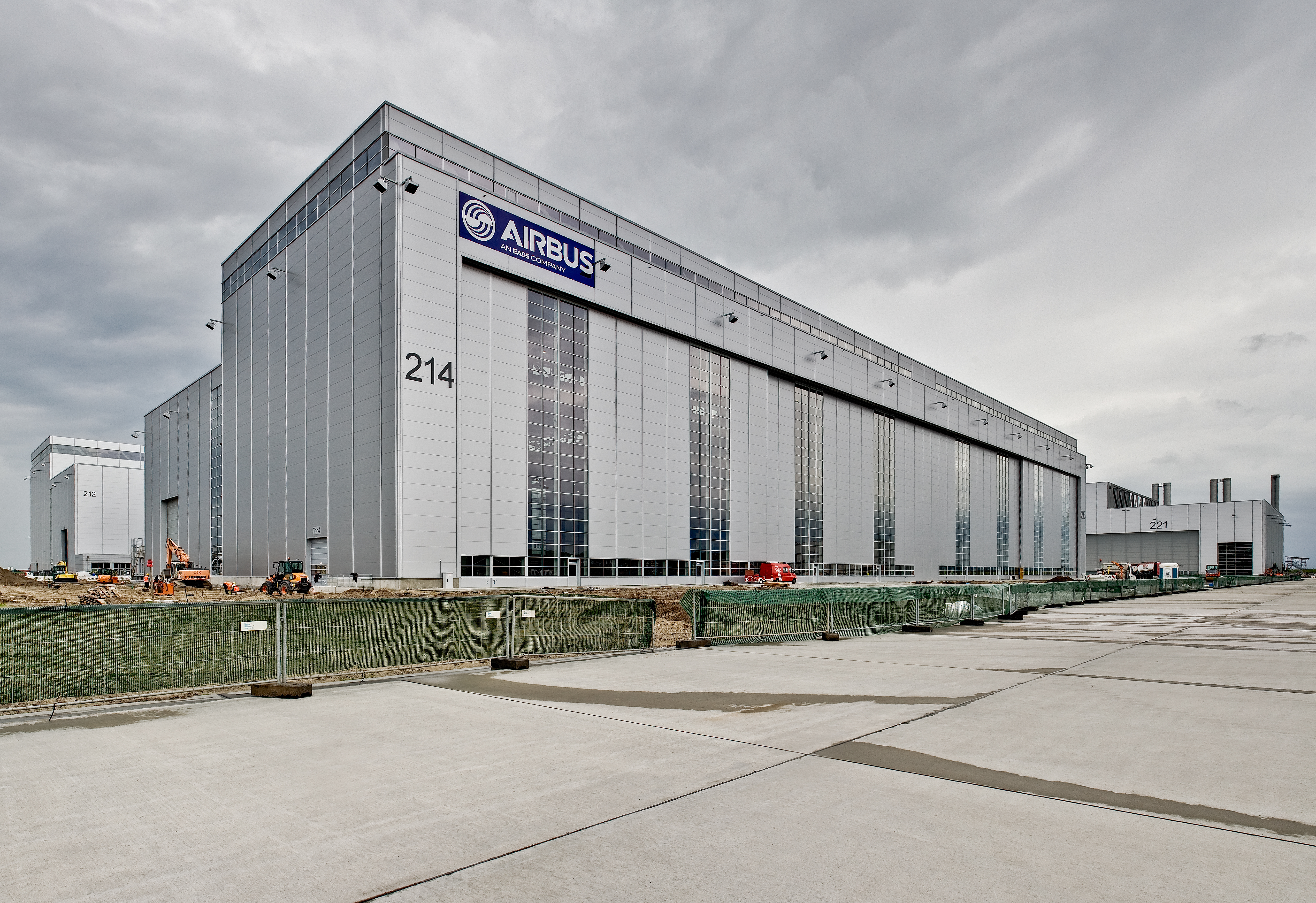
Airbus FlightlineHangar in Hamburg-Finkenwerder